# Club Atlético Douglas Haig
O Club Atletico Dougalas Haig é um clube de futebol da Argentina, da cidade de Pergamino, província de Buenos Aires. Fundado no dia 18 de Novembro de 1918, tem esse nome em homenagem a Sir Douglas Haig, marechal escocês que lutou na Primeira Guerra Mundial. É conhecido pelas suas campanhas nas divisões de acesso, jogando a B Nacional consecutivamente de 1986/1987 até a temporada 1998/1999, voltando em 2012/2013.

## Fundação
18 de Novembro de 1918, após um grande triunfo das forças aliadas sobre a Alemanha na Primera Guerra Mundial, um grupo de trabalhadores  do Ferro Carril Central Argentino, em Pergamino,  decide  montar um time para disputar o campeonato local de futebol. Para isso, precisavam do apoio e permissão do chefe do Ferrocarril, então Ronald Leslie, que  permitiu a existência do time,  desde que levasse o nome do inglês Douglas Haig. Assim, foi fundado com o nome de "Club Atlético Ferrocarril Central Argentino General Douglas Haig

## Títulos
- Torneo Argentino A: 2011/2012

- Torneo Argentino B: 2009/2010

- Liga de Pergamino: 1920, 1922, 1923, 1924, 1927, 1928, 1933, 1934, 1935, 1936, 1950, 1962, 1964, 1966, 1979, 1980, 1981, 1982, 1983, 1984, 1985, 2000, 2001, 2002, 2003 e  2010

## Torcida
Douglas é o time mais popular de Pergamino e região. Além de ter muitos torcedores na cidade, o fogonero possui torcedores em cidades próximas, como Arrecifes, Colón, Rojas e Salto
A barra brava se chama “Los Fogoneros”,  sendo uma das mais respeitadas do ascenso, seguindo o time onde ele estiver. A grande amizade é com o Sportivo Italiano, da capital federal. Amizade essa que nasceu quando os dois clubes compartilhavam a categoria na B Nacional. Em 2012, nasceu uma amizade com o Gimnasia de Jujuy, em Pergamino. Apesar de ser sem visitantes, os torcedores do lobo jujueño entraram no estádio e assistiram o jogo juntos aos fogoneros.

## Apelidos
Fogoneros: Um fogonero (foguista, em português) é o responsável por alimentar as caldeiras dos trens, na época que esses funcionavam  a vapor. Como o clube foi exatamente fundado por trabalhadores do ferrocarril, o apelido ficou
Rojinegro: Diz respeito às cores do Douglas Haig, vermelho e preto
Milán de Pergamino: Também pelas cores  e, além, pelo desenho da camisa, surgiu a comparação com o gigante italiano